# Sílvia Petersen
Sílvia Regina Ferraz Petersen (Porto Alegre, 1940) é uma historiadora marxista brasileira e professora do Setor de Teoria e Metodologia da Universidade Federal do Rio Grande do Sul. Conhecida pelos trabalhos da formação da classe operária gaúcha, também trabalhou com questões de metodologia e teoria da história. 

## Biografia
Sílvia Petersen é filha do goleiro e intelectual Júlio Petersen. Graduando-se em História pela Universidade Federal do Rio Grande do Sul em 1963, Sílvia Petersen, após lecionar na Universidade do Rio dos Sinos (UNISINOS), em 1966, tornou-se professora da UFRGS em 1969, em plena ditadura militar. Concluiu seu mestrado em Estudos Latinoamericanos de História na Universidad Nacional Autonoma de Mexico em 1977, orientada pelo eminente intelectual mexicano Leopoldo Zea, tendo defendido sua tese de doutorado na mesma instituição em 1983. Ainda realizou pós-doutorado na EHESS em 1991 sob a supervisão do historiador Jacques Le Goff.
Foi coordenadora do Programa de Pós-Graduação em História da UFRGS, sendo uma das principais professoras responsáveis pela criação da pós-graduação em História na UFRGS, conjuntamente com Sandra Jatahy Pesavento. Atualmente, é professora aposentada da Universidade Federal do Rio Grande do Sul, atuando como colaboradora no Curso de Graduação e Pós-Graduação em História.
Tem vários artigos e livros publicados nas áreas de Teoria e Metodologia da História e História Social do Trabalho, sendo uma referência em seu campo, uma das mais destacadas especialistas na história dos trabalhadores gaúchos, e homenageada em um festschrift a ela dedicado, organizado por Benito Bisso Schmidt. Em 2010, foi a homenageada especial do X Encontro Estadual de História da Associação Nacional de História - Seção Rio Grande do Sul (ANPUH/RS), entidade da qual veio a ser membro do Conselho na gestão 2012-2014, participando da organização do XII Encontro Estadual de História. Foi uma das coordenadoras do IV Seminário Internacional Mundos do Trabalho / VIII Jornada Nacional de História do Trabalho. Membro do Conselho Editorial da revista Topoi, mantida pelo Programa de Pós-graduação em História Social da Universidade Federal do Rio de Janeiro,  e do Conselho Consultivo da revista Textos de História, do Programa de Pós-Graduação em História da Universidade de Brasília. Integrou a Comissão de Especialistas de Ensino da Secretaria de Educação Superior do Ministério da Educação.  Desenvolveu o tema do XXIV Simpósio Nacional de História da Associação Nacional de História – A História e seus Territórios em artigo apresentado nos anais do evento. Foi palestrante no simpósio America Latina en sus historiadores e historiografias, organizado pelo International Congress of Americanists, reunindo especialistas latino-americanos que analisaram a trajetória de historiadores relevantes para a evolução dos estudos no continente.

## Livros publicados
- Introdução ao estudo da História: temas e textos. Porto Alegre: Edição das Autoras, 2013. v. 1. (co-autora com Barbara Hartung Lovato)

- A Democracia: um jornal operário (Porto Alegre, 1905-1907). São Leopoldo: Oikos, 2007 (co-autora com Nauber Gavski da Silva)

- Que a União Operária seja Nossa Pátria! História das lutas dos operários gaúchos para construir suas organizações. Porto Alegre: Editora da Universidade/UFRGS - Editora da UFSM, 2001

- Antologia do movimento operário gaúcho-1870-1937. Porto Alegre: Editora da Universidade/ UFRGS- TCHÊ, 1992 (co-autora com M. E. Lucas)

- Guia para o estudo da imprensa periódica dos trabalhadores do Rio Grande do Sul (1874-1940). Porto Alegre: Editora da Universidade/ UFRGS, 1989

- Guia preliminar de fontes para o estudo do processo de industrialização no Rio Grande do Sul (1889-1945). Porto Alegre: Editora da Universidade/UFRGS- FEE, 1986 (co-autora com A. Maduro e outros)

- Origens do lº de maio no Brasil. Porto Alegre: Editora da Universidade/ UFRGS- MEC, 1981